# Campionato americano maschile di pallacanestro Under-18 2018
I  Campionati americani maschili di pallacanestro Under-18 2018 è stato un torneo internazionale di basketball per under-18 tenutosi da 10 al 16 giugno 2018 a St. Catharines, Ontario, Canada. È stata l'undicesima edizione di questa competizione biennale, è stata anche utile come qualificazione delle FIBA Americas ai Campionati mondiali maschili di pallacanestro Under-19 del 2019 in Grecia.

## Assegnazione
Il 12 aprile 2017 FIBA Americas, Canada Basketball e la Niagara Sports Commission hanno annunciato che la città di St. Catharines avrebbe ospitato l'edizione 2018 dei FIBA U18 Americas Championship. Questa sarebbe stata la prima volta che il Canada avrebbe ospitato il torneo continentale under-18.

## Nazionali partecipanti
- Nord America:
  -  Stati Uniti
  -  Canada (Ospitante)
- America Centrale/Caraibi: (Campionati Centro Americani/Caraibici U17 2017 di Santo Domingo, Repubblica Dominicana - 26–30 luglio 2017)[3]
  -  Rep. Dominicana
  -  Porto Rico
  -  Panama
- Sud America: (Campionati Sudamericani U17 2017 di Lima, Perù - 15–21 luglio 2017)[4]
  -  Cile
  -  Argentina
  -  Ecuador

## Fase preliminare
Il sorteggio è stato fatto il 20 marzo 2018 nell'Ufficio Regionale di FIBA Americas a San Juan, Porto Rico.
Tutti gli orari sono locali (UTC-4).

### Gruppo A
| Pos | Squadra         | G | V | P | PF  | PS  | DP   | Pt | Qualificazione             |
| --- | --------------- | - | - | - | --- | --- | ---- | -- | -------------------------- |
| 1   | Stati Uniti     | 3 | 3 | 0 | 338 | 170 | +168 | 6  | Avanza ai Quarti di finale |
| 2   | Porto Rico      | 3 | 2 | 1 | 263 | 260 | +3   | 5  | Avanza ai Quarti di finale |
| 3   | Rep. Dominicana | 3 | 1 | 2 | 257 | 267 | −10  | 4  | Avanza ai Quarti di finale |
| 4   | Panama          | 3 | 0 | 3 | 131 | 292 | −161 | 3  | Avanza ai Quarti di finale |

| Arbitri: | Sebastián Negrón Christian Wilmore Nathaniel Saunders |

|               |          |               |
| Frink 16      | Punti    | 18 Anthony    |
| Verplancken 5 | Assist   | 4 Dosunmu     |
| Soriano 9     | Rimbalzi | 9 Bacot, Hurt |

| Arbitri: | Maripier Malo Krishna Domínguez Carlos Peralta |

|              |          |                     |
| Zephyrine 13 | Punti    | 12 Rosa             |
| Andrade 8    | Assist   | 4 Palermo, Santiago |
| Lombardo 7   | Rimbalzi | 7 Palermo, Vásquez  |

| Arbitri: | Nathaniel Saunders Omar Bermúdez Fabiano Huber |

|                  |          |             |
| Conditt, Rosa 18 | Punti    | 31 Quiñones |
| Santiago 10      | Assist   | 5 Jones     |
| Conditt 13       | Rimbalzi | 8 Jones     |

| Arbitri: | Maripier Malo Sebastián Negrón Carlos Peralta |

|                  |          |                |
| Bacot 17         | Punti    | 9 Borbua       |
| White 7          | Assist   | 2 Roux, Sanjur |
| Robinson-Earl 13 | Rimbalzi | 8 Lombardo     |

| Arbitri: | Maripier Malo Sebastián Negrón Carlos Peralta |

|            |          |           |
| Bonilla 17 | Punti    | 13 López  |
| Herasme 4  | Assist   | 4 Andrade |
| Torres 11  | Rimbalzi | 8 López   |

| Arbitri: | Omar Bermúdez Fabiano Huber Nathaniel Saunders |

|             |          |                  |
| Santiago 17 | Punti    | 20 Grimes        |
| Vásquez 4   | Assist   | 5 tre giocatori  |
| Grafals 6   | Rimbalzi | 10 Robinson-Earl |

### Gruppo B
| Pos | Squadra    | G | V | P | PF  | PS  | DP  | Pt | Qualificazione             |
| --- | ---------- | - | - | - | --- | --- | --- | -- | -------------------------- |
| 1   | Canada (H) | 3 | 3 | 0 | 304 | 210 | +94 | 6  | Avanza ai Quarti di finale |
| 2   | Argentina  | 3 | 2 | 1 | 233 | 219 | +14 | 5  | Avanza ai Quarti di finale |
| 3   | Cile       | 3 | 1 | 2 | 200 | 235 | −35 | 4  | Avanza ai Quarti di finale |
| 4   | Ecuador    | 3 | 0 | 3 | 198 | 271 | −73 | 3  | Avanza ai Quarti di finale |

| Arbitri: | Natalia Cuello Julio Anaya Grant Alexander Todey |

|                |          |                |
| Lorca-Lloyd 20 | Punti    | 27 Mi. Moncayo |
| Arroyo 8       | Assist   | 2 Rivera       |
| Lorca-Lloyd 15 | Rimbalzi | 9 Capurro      |

| Arbitri: | Omar Bermúdez Fabiano Huber Alexis Mercado Pacheco |

|                   |          |             |
| Marcos 23         | Punti    | 28 Nembhard |
| Farabello 7       | Assist   | 6 Nembhard  |
| Ruesga, Cáffaro 7 | Rimbalzi | 10 Samuel   |

| Arbitri: | Christian Wilmore Alexis Mercado Pacheco Grant Alexander Todey |

|                      |          |                   |
| Lawson, Patterson 20 | Punti    | 26 Sánchez        |
| Nembhard 9           | Assist   | 4 Rivera, Sánchez |
| tre giocatori 8      | Rimbalzi | 6 Rivera          |

| Arbitri: | Krishna Domínguez Natalia Cuello Julio Anaya |

|             |          |                |
| Giordano 24 | Punti    | 17 Lorca-Lloyd |
| Farabello 8 | Assist   | 8 Arroyo       |
| Cáffaro 15  | Rimbalzi | 11 Lorca-Lloyd |

| Arbitri: | Natalia Cuello Alexis Mercado Grant Alexander Todey |

|                |          |                     |
| Mi. Moncayo 16 | Punti    | 18 De La Fuente     |
| Mi. Moncayo 5  | Assist   | 5 Farabello, Marcos |
| Capurro 12     | Rimbalzi | 8 Hierrezuelo       |

| Arbitri: | Christian Wilmore Julio Anaya Krishna Domínguez |

|                 |          |               |
| Lorca-Lloyd 11  | Punti    | 19 Nembhard   |
| Arroyo, Rubio 6 | Assist   | 7 Nembhard    |
| Lorca-Lloyd 8   | Rimbalzi | 12 J. Bediako |

## Fase a eliminazione diretta

### Tabellone

#### Principale
|  | Quarti di finale   | Quarti di finale |             |            | Semifinali                | Semifinali                |  |  | Finale  | Finale |
|  |                    |                  |             |            |                           |                           |  |  |         |        |
|  | 14 giu.            |                  |             |            |                           |                           |  |  |         |        |
|  |                    |                  |             |            |                           |                           |  |  |         |        |
|  | 1A Stati Uniti     | 132              |             |            |                           |                           |  |  |         |        |
|  | 1A Stati Uniti     | 132              | 15 giu.     |            |                           |                           |  |  |         |        |
|  | 4B Ecuador         | 55               |             |            |                           |                           |  |  |         |        |
|  | 4B Ecuador         | 55               | Stati Uniti | 104        |                           |                           |  |  |         |        |
|  | 14 giu.            |                  | Stati Uniti | 104        |                           |                           |  |  |         |        |
|  |                    | Argentina        | 92          |            |                           |                           |  |  |         |        |
|  | 3A Rep. Dominicana | Argentina        | 92          | 70         |                           |                           |  |  |         |        |
|  | 3A Rep. Dominicana |                  | 16 giu.     | 70         |                           |                           |  |  |         |        |
|  | 2B Argentina       | 87               |             |            |                           |                           |  |  |         |        |
|  | 2B Argentina       | 87               | Stati Uniti | 113        |                           |                           |  |  |         |        |
|  | 14 giu.            |                  | Stati Uniti | 113        |                           |                           |  |  |         |        |
|  |                    | Canada           | 74          |            |                           |                           |  |  |         |        |
|  | 3B Porto Rico      | Canada           | 74          | 68         |                           |                           |  |  |         |        |
|  | 3B Porto Rico      | 15 giu.          |             | 68         |                           |                           |  |  |         |        |
|  | 2A Cile            | 65               |             |            |                           |                           |  |  |         |        |
|  | 2A Cile            | 65               | Porto Rico  | 89         | Finale per il terzo posto | Finale per il terzo posto |  |  |         |        |
|  | 14 giu.            |                  | Porto Rico  | 89         | Finale per il terzo posto | Finale per il terzo posto |  |  |         |        |
|  |                    | Canada           | 95          |            |                           |                           |  |  |         |        |
|  | 4A Panama          | Canada           | 95          | 39         | Argentina                 | 87                        |  |  |         |        |
|  | 4A Panama          |                  |             | 39         | Argentina                 | 87                        |  |  |         |        |
|  | 1B Canada          | 105              |             | Porto Rico | 79                        |                           |  |  |         |        |
|  | 1B Canada          | 105              |             |            | 79                        |                           |  |  |         |        |
|  |                    |                  |             |            |                           |                           |  |  | 16 giu. |        |
|  |                    |                  |             |            |                           |                           |  |  |         |        |

#### 5º-8º posto
|  | Semifinali 5º-8º posto | Semifinali 5º-8º posto | Semifinali 5º-8º posto |      |                 | Finale quinto posto  | Finale quinto posto  | Finale quinto posto  |  |
|  |                        |                        |                        |      |                 |                      |                      |                      |  |
|  | Ecuador                | Ecuador                | 70                     |      |                 |                      |                      |                      |  |
|  | Ecuador                | Ecuador                | 70                     |      |                 |                      |                      |                      |  |
|  | Rep. Dominicana        | Rep. Dominicana        | 102                    |      |                 |                      |                      |                      |  |
|  | Rep. Dominicana        | Rep. Dominicana        | 102                    |      | Rep. Dominicana | Rep. Dominicana      | 63                   |                      |  |
|  |                        |                        |                        |      | Rep. Dominicana | Rep. Dominicana      | 63                   |                      |  |
|  |                        |                        | Cile                   | Cile | 69              |                      |                      |                      |  |
|  | Cile                   | Cile                   | Cile                   | Cile | 69              | 67                   |                      |                      |  |
|  | Cile                   | Cile                   |                        |      |                 | 67                   |                      |                      |  |
|  | Panama                 | Panama                 | 61                     |      |                 | Finale settimo posto | Finale settimo posto | Finale settimo posto |  |
|  | Panama                 | Panama                 | 61                     |      |                 |                      |                      |                      |  |
|  |                        |                        |                        |      |                 |                      |                      |                      |  |
|  |                        |                        |                        |      |                 | Ecuador              | Ecuador              | 51                   |  |
|  |                        |                        |                        |      |                 | Ecuador              | Ecuador              | 51                   |  |
|  |                        |                        |                        |      |                 | Panama               | Panama               | 66                   |  |

### Quarti di finale
| Arbitri: | Omar Bermúdez Nathaniel Saunders Sebastián Negrón |

|                 |          |             |
| Frink 27        | Punti    | 35 Giordano |
| tre giocatori 2 | Assist   | 6 Marcos    |
| Frink 7         | Rimbalzi | 8 Cáffaro   |

| Arbitri: | Krishna Domínguez Fabiano Huber Carlos Peralta |

|                    |          |                |
| Vásquez 23         | Punti    | 18 Arroyo      |
| Placer, Santiago 5 | Assist   | 8 Arroyo       |
| Torres 10          | Rimbalzi | 11 Lorca-Lloyd |

| Arbitri: | Maripier Malo Julio Anaya Alexis Mercado |

|                          |          |                    |
| Jackson-Davis 20         | Punti    | 19 Capurro, Valles |
| Anthony, Robinson-Earl 6 | Assist   | 3 Ma. Moncayo      |
| Jackson-Davis 11         | Rimbalzi | 4 tre giocatori    |

| Arbitri: | Christian Wilmore Grant Alexander Todey Natalia Cuello |

|         |          |               |
| Gunn 15 | Punti    | 26 Patterson  |
| López 3 | Assist   | 6 Nembhard    |
| Gunn 9  | Rimbalzi | 12 J. Bediako |

### Semifinali 5º-8º posto
| Arbitri: | Maripier Malo Fabiano Huber Grant Alexander Todey |

|                   |          |             |
| Mi. Moncayo 25    | Punti    | 20 Quiñones |
| Sánchez, Valles 5 | Assist   | 7 Quiñones  |
| Rivera 15         | Rimbalzi | 15 Quiñones |

| Arbitri: | Christian Wilmore Nathaniel Saunders Alexis Mercado |

|                    |          |                  |
| Carrasco, Rubio 15 | Punti    | 19 López         |
| Carrasco 8         | Assist   | 6 Andrade        |
| Lorca-Lloyd 15     | Rimbalzi | 7 Gunn, Lombardo |

### Semifinali
| Arbitri: | Natalia Cuello Krishna Domínguez Carlos Peralta |

|                 |          |            |
| Grimes 26       | Punti    | 22 Cáffaro |
| tre giocatori 4 | Assist   | 5 Giordano |
| Grimes, Hurt 8  | Rimbalzi | 6 Cáffaro  |

| Arbitri: | Omar Bermúdez Julio Anaya Sebastián Negrón |

|           |          |             |
| Torres 21 | Punti    | 31 Miller   |
| Vásquez 7 | Assist   | 17 Nembhard |
| Torres 12 | Rimbalzi | 14 Miller   |

### Finale 7º posto
| Arbitri: | Natalia Cuello Fabiano Huber Grant Alexander Todey |

|            |          |           |
| Capurro 22 | Punti    | 18 Gunn   |
| Sánchez 6  | Assist   | 8 Andrade |
| Capurro 11 | Rimbalzi | 18 Gunn   |

### Finale 5º posto
| Arbitri: | Julio Anaya Alexis Mercado Carlos Peralta |

|                   |          |           |
| Frink 18          | Punti    | 24 Arroyo |
| Quiñones, Rubel 3 | Assist   | 7 Arroyo  |
| Frink 22          | Rimbalzi | 9 Inyaco  |

### Finale 3º posto
| Arbitri: | Maripier Malo Nathaniel Saunders Sebastián Negrón |

|                      |          |           |
| Cáffaro, Giordano 21 | Punti    | 22 Placer |
| Giordano 9           | Assist   | 7 Torres  |
| Cáffaro 10           | Rimbalzi | 10 Torres |

### Finale
| Arbitri: | Omar Bermúdez Krishna Domínguez Christian Wilmore |

|                   |          |            |
| Anthony 18        | Punti    | 18 Lawson  |
| Dosunmu, Grimes 6 | Assist   | 8 Nembhard |
| Bacot, James 8    | Rimbalzi | 12 Lawson  |

## Statistiche e premi

### Statistiche
Punti
| Name              | PPG  |
| ----------------- | ---- |
| Marco Giordano    | 18,5 |
| Alanzo Frink      | 18,2 |
| Lester Quiñones   | 17,5 |
| Emanuel Miller    | 17,3 |
| Francisco Cáffaro | 16,7 |

Rimbalzi
| Name                   | RPG  |
| ---------------------- | ---- |
| Maxwell Lorca-Lloyd    | 11,3 |
| Francisco Cáffaro      | 8,8  |
| Alanzo Frink           | 8,7  |
| Jeremiah Robinson-Earl | 8,5  |
| Tyrese Samuel          | 8,0  |

Assist
| Name                | APG |
| ------------------- | --- |
| Andrew Nembhard     | 8,8 |
| Ignacio Arroyo      | 6,5 |
| Jonathan Andrade    | 5,4 |
| Giovanni Santiago   | 5,3 |
| Francisco Farabello | 5,3 |

Stoppate
| Name                | BPG |
| ------------------- | --- |
| George Conditt      | 3,3 |
| Maxwell Lorca-Lloyd | 2,8 |
| Aaron Capurro       | 1,5 |
| Matthew Hurt        | 1,5 |
| Trayce Davis        | 1,2 |
| Kenning Rivera      | 1,2 |

Palle rubate
| Name             | SPG |
| ---------------- | --- |
| Andrew Nembhard  | 2,7 |
| Jonathan Andrade | 2,2 |
| John Gunn        | 2,2 |
| Michael Moncayo  | 2,2 |
| Rafael Rubel     | 1,8 |

### Premi
Miglior giocatore
- Quentin Grimes

Miglior quintetto
- Andrew Nembhard
- Cole Anthony
- Coby White
- Quentin Grimes
- Francisco Cáffaro

## Classifica finale
| Posizione | Squadra         | Record |
| --------- | --------------- | ------ |
|           | Stati Uniti     | 6–0    |
|           | Canada          | 5–1    |
|           | Argentina       | 4–2    |
| 4         | Porto Rico      | 3–3    |
| 5         | Cile            | 3–3    |
| 6         | Rep. Dominicana | 2–4    |
| 7         | Panama          | 1–5    |
| 8         | Ecuador         | 0–6    |